# Prix Wolf de mathématiques
Le prix Wolf de mathématiques est remis annuellement par la fondation Wolf, en Israël. C'est l'un des six prix Wolf remis depuis 1978, les autres étant ceux en agriculture, chimie, médecine, physique et art. Jusqu'à la création du prix Abel, le prix était sans doute le plus proche équivalent d'un « prix Nobel de mathématiques », puisque la médaille Fields n'est remise que tous les quatre ans, et uniquement à des lauréats de moins de 40 ans.

## Liste des lauréats
- 1978 : Israel Gelfand, Carl Siegel
- 1979 : Jean Leray, André Weil
- 1980 : Henri Cartan, Andreï Kolmogorov
- 1981 : Lars Ahlfors, Oscar Zariski
- 1982 : Hassler Whitney, Mark Krein
- 1983-1984 : Shiing-Shen Chern, Paul Erdős
- 1984-1985 : Kunihiko Kodaira, Hans Lewy
- 1986 : Samuel Eilenberg, Atle Selberg
- 1987 : Kiyoshi Itō, Peter Lax
- 1988 : Friedrich Hirzebruch, Lars Hörmander
- 1989 : Alberto Calderon, John Milnor
- 1990 : Ennio De Giorgi, Ilya Piatetski-Shapiro
- 1991 : non attribué
- 1992 : Lennart Carleson, John Griggs Thompson
- 1993 : Mikhaïl Gromov, Jacques Tits
- 1994 : Jürgen Moser
- 1995-1996 : Robert Langlands, Andrew Wiles
- 1996-1997 : Joseph Keller, Iakov Sinaï
- 1998 : non attribué
- 1999 : László Lovász, Elias Stein
- 2000 : Raoul Bott, Jean-Pierre Serre
- 2001 : Vladimir Arnold, Saharon Shelah
- 2002-2003 : Mikio Sato, John Tate
- 2004 : non attribué
- 2005 : Gregori Margulis, Sergueï Novikov
- 2006-2007 : Stephen Smale, Harry Furstenberg
- 2008 : Pierre Deligne, Phillip Griffiths, David Mumford
- 2009 : non attribué
- 2010 : Dennis Sullivan, Shing-Tung Yau
- 2011 : non attribué
- 2012 : Michael Aschbacher, Luis Caffarelli
- 2013 : George Mostow, Michael Artin
- 2014 : Peter Sarnak
- 2015 : James Arthur
- 2016 : non attribué
- 2017 : Charles Fefferman, Richard Schoen
- 2018 : Alexander Beilinson et  Vladimir Drinfeld
- 2019 : Jean-François Le Gall et Gregory Lawler
- 2020 : Simon K. Donaldson et Yakov Eliashberg
- 2021 : non attribué
- 2022 : George Lusztig
- 2023 : Ingrid Daubechies[2]
- 2024 : Noga Alon, Adi Shamir
- 2025 : non attribué